# Ali Ouédraogo
Ali Ouédraogo (31 dicembre 1976) è un ex calciatore burkinabé, di ruolo centrocampista.

## Carriera

### Nazionale
Ha debuttato in Nazionale il 3 giugno 2001, in Burundi-Burkina Faso (0-0). Ha messo a segno la sua prima rete con la maglia della Nazionale il 7 gennaio 2002, nell'amichevole Burkina Faso-Camerun (1-3), siglando la rete del definitivo 1-3 al minuto 76. Ha partecipato alla Coppa d'Africa 2002. Ha collezionato in totale quattro presenze e una rete.

## Palmarès

### Club

#### Competizioni nazionali
- Campionato burkinabé di calcio: 2

Étoile Ouagadougou: 2000-2001
RC Kadiogo: 2004-2005
- Campionato ghanese di calcio: 1

Asante Kotoko: 2007-2008
- Coppa del Burkina Faso: 3

Étoile Ouagadougou: 1998-1999, 2000-2001, 2002-2003